# Râul Motru
Râul Motru este un curs de apă, afluent  de dreapta al râului Jiu. 
Izvorăște din versantul sud-vestic al Munților Vâlcan, de sub vârful Oslea, izvorul fiind situat la altitudinea de 1230m. Traseul parcurs acoperă o distanță de 120 km, și drenează un bazin de 1900 kmp, traversând șisturile cristaline și granitele de la contactul dintre Munții Vâlcan și Munții Mehedinți și mai apoi calcarele Podișului Mehedințil, separând apoi Piemontul Coșuștei de Dealurile Jiului, iar în cele din urmă parcurgând sinuos bazinul carbonifer al Olteniei. Debitul anual al Râului Motru este de 14,3 mc/s.
Principalii afluenți sunt Motrul Sec, Coșuștea și Hușnița, iar principalele localități traversate sunt orașele Motru și Strehaia. Cea mai mare suprafață a bazinului (69%) se regăsește în județul Mehedinți, restul (31%) regăsindu-se în județul Gorj.
Sunt semnalate evenimente cu caracter catastrofal (revărsări, depășiri de debite, inundații, etc.), cu o periodicitate din ce în ce mai mare, fapt ce conduce la măsuri drastice cum ar fi evacuările de populație.
Situl Râul Motru se compune din două trupuri distincte, ce se întind pe două sectoare ale curgerii râului Motru, situate la o distanță de aproximativ 24,7 km unul față de celălalt.
Văile au energie mică, au lunci largi, în care torenții au depus conuride dejecție bogate, versanții au degradări, iar interfluviile au lățime mare.
Valea Motrului are o luncă bine dezvoltată (2-2,5 km), care se accentuează mai mult la confluența cu Hușnița (pânăla 3,5-4 km)și este însoțită de terase mai ales pe stânga, ceea ce dă văii un caracter asimetric. Valea prezintă o albie minoră și o albie majoră (lunca). Albia minoră prezintă un curs meandrat, se găsește încastrată în cea majoră cu 3-5 mși are o lățime care variază între 50-200 m, media fiind de aproximativ 100 m. Aspectul ei este foarte schimbător, modificări importante făcându-se în timpul fiecărei viituri, care poate determina schimbarea poziției chiar în cadrul luncii. Albia majoră (lunca), cu lățimi variabile, este bine reprezentată în sectoarele de confluență, lățindu-se foarte mult, lăsând impresia unor șesuri local dezvoltate. Materialul aluvial din patul luncii prezintă o mare varietate atât sub aspectul alcătuirii petrografice (eruptiv, metamorphic și sedimentar) câtși sub aspectul grosimii depozitelor de pietriș și nisip dinalbie.
Terasele sunt mai slab dezvoltate decât la alți afluenți (Gilortul, Amaradia). În cuprinsul Văii Motrului au fost identificate 5 terase cu altitudini cuprinse între 3-5 mși 70-80 m.
Pe râu a fost dat în folosință, în anul 1982, Barajul Valea Mare cu lacul său de acumulare.

## Imagini

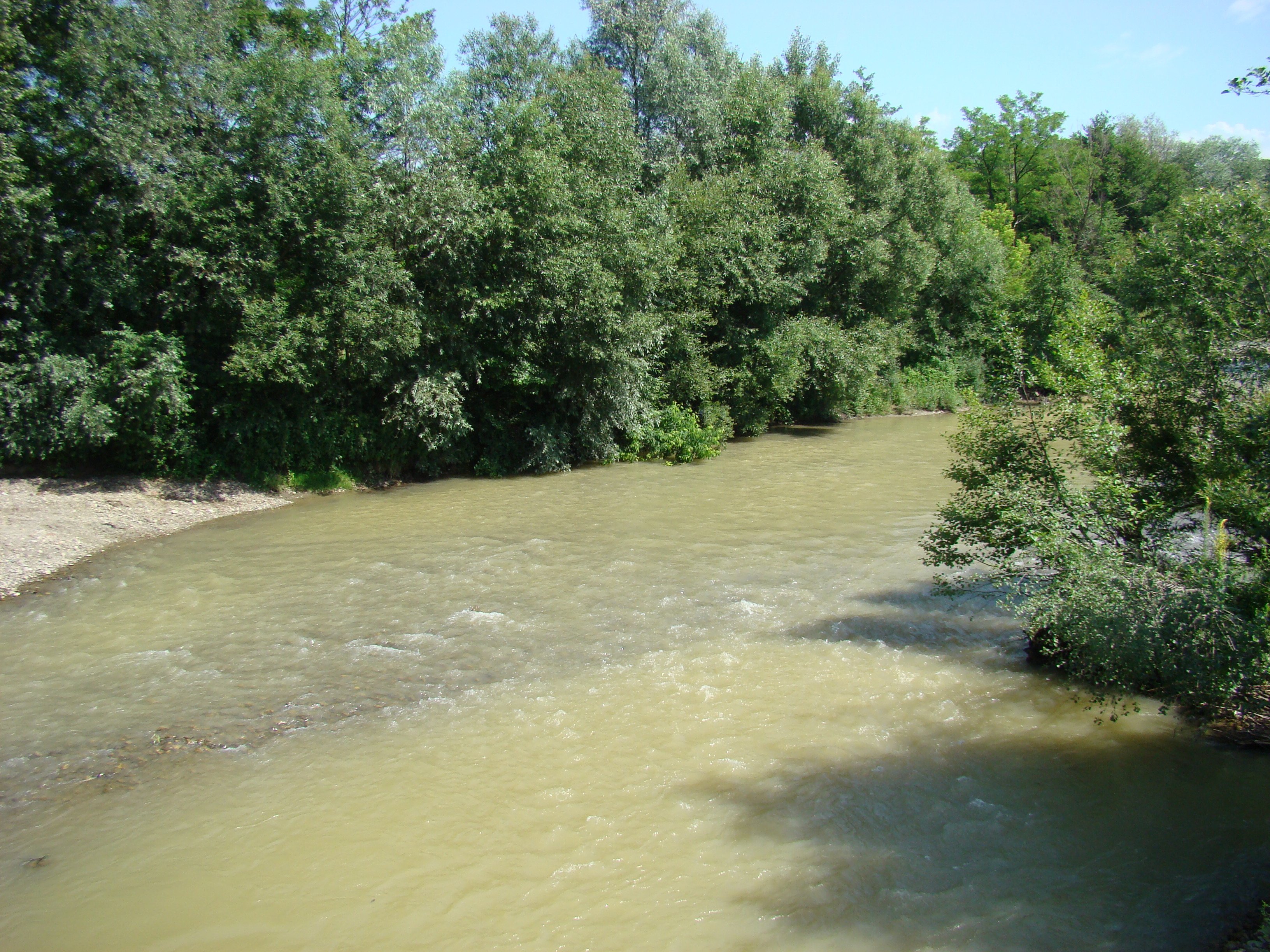
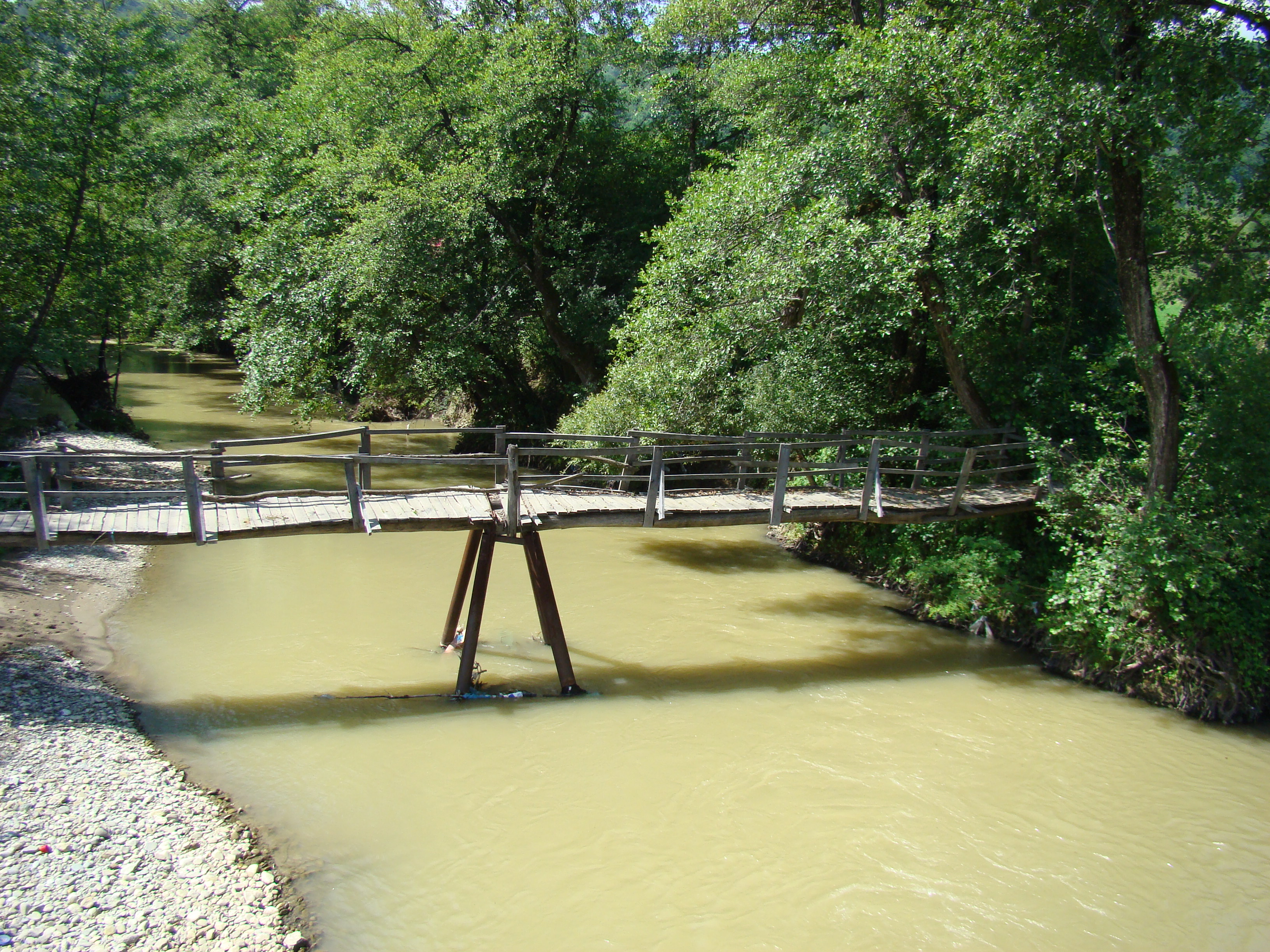
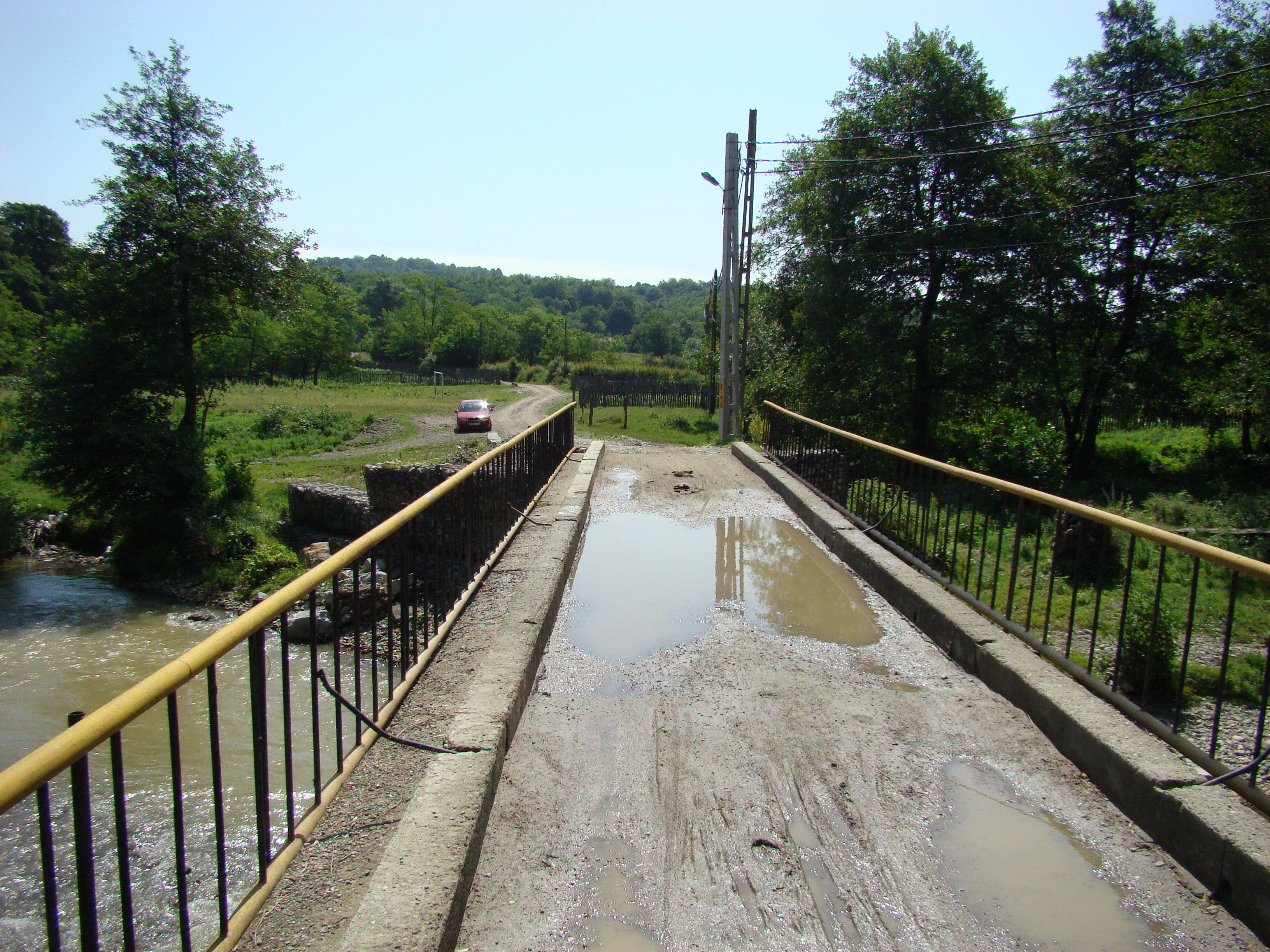
Pod peste râul Motru